# Mala Mlinska
Mala Mlinska is een plaats in de gemeente Velika Trnovitica in de Kroatische provincie Bjelovar-Bilogora. De plaats telt 86 inwoners (2001).